# ボストン連邦準備銀行
ボストン連邦準備銀行（英語: Federal Reserve Bank of Boston）は、アメリカ合衆国の連邦準備銀行のひとつ。連邦準備制度の第1連邦準備区を管轄しており、ボストンに本部がある。現在の総裁は、スーザン・M・コリンズ（Susan M. Collins、第14代総裁、2022年7月1日 - ）である。

## 概要
- 本部：600 Atlantic Avenue, Boston, MA

## 管轄地区
- 第1連邦準備区
  - コネチカット州(フェアフィールド郡を除く)
  - マサチューセッツ州（本部所在地）
  - メイン州
  - ニューハンプシャー州
  - ロードアイランド州
  - バーモント州

コネチカット州フェアフィールド郡は第2連邦準備区に組み込まれており、ニューヨーク連邦準備銀行の管轄下にある。